# SOLO (ジェニーの曲)
「SOLO」（ソロ）は、BLACK PINKのメンバー・ジェニーのシングル。2018年11月12日発売。パクと24の共同作曲。

## リミックスバージョン
2021年1月31日、ジェニーはBLACK PINKのライブコンサート「ザ・ショー」で「SOLO」のリミックスバージョンを披露。これには、ジェニーが書いた新しいラップ調の歌詞と、延長されたトロピカルダンスブレイクが含まれていた。
ライブアルバム『Black Pink 2021 'The Show' Live』の一部として2021年6月1日にリリースされた。

## ミュージックビデオ
この曲のミュージックビデオはハン・サミンがプロデュースし、イギリスで撮影された。

## スタッフ
- ジェニー – ボーカル
- パク・テディ – プロデューサー、ライター、キーボード
- 24 – プロデューサー、ライター、編曲、キーボード

ミュージックビデオ
- ハン・サミン – ミュージックビデオディレクター

## 曲リスト

### 配信
- 1. "SOLO" – 2:49

### CDシングル
- 1. "SOLO" – 2:49
- 2. "SOLO" Instrumental – 2:49